# 70
Évszázadok: i. e. 1. század – 1. század – 2. század
Évtizedek: 20-as évek – 30-as évek – 40-es évek – 50-es évek – 60-as évek – 70-es évek – 80-as évek – 90-es évek – 100-as évek – 110-es évek – 120-as évek
Évek: 65 – 66 – 67 – 68 –  69 – 70 – 71 – 72 – 73 – 74 – 75

## Események

### Római Birodalom
- Vespasianus császárt (helyettese júliustól Caius Licinius Mucianus, szeptembertől Quintus Iulius Cordinus Caius Rutilius Gallicus, novembertől Lucius Annius Bassus) és fiát, Titus Caesar Vespasianust (helyettese Qunitus Petillius Cerialis Caesius Rufus és Caius Laecanius Bassus Caecina Paetus) választják consulnak.
- Vespasianus és bizalmasa, Mucianus adóreformot vezet be, igyekszenek megnövelni a kincstár bevételeit. Alexandriában tiltakozások kezdődnek a magas adók miatt; emiatt és a rossz időjárás következtében egy időre elmaradnak a Rómába tartó gabonaszállítmányok.
- Nyár közepén a császár visszatér Rómába és eltörli a görög városok adómentességét, amelyet még Nerótól kaptak.
- Pliniust kinevezik Gallia Narbonensis provincia kormányzójává.
- Zsidó háború: áprilisban Vespasianus fia, Titus négy légióval körbeveszi és ostrom alá fogja Jeruzsálemet. Május végére a három városfalból kettőt elfoglalnak, júliusban pedig kiűzik a védekező zsidókat a Templomhegy melletti Antonia erődből. Augusztus elején a harcok során tűzvész keletkezik, ami átterjed a Templomra és a zsidó vallás központja elpusztul. A város szeptember 8-ára kerül teljesen a rómaiak kezére, miután Heródes palotájában is leverik az ellenállást.
- Titus elpusztítja Jeruzsálemet. Az ostromot túlélő lakói közül a fegyvereseket és az öregeket kivégzik, a megmaradt 97 ezret eladják rabszolgának. A birodalomban különadót vetnek ki a zsidókra (fiscus iudaicus), amely megegyezik az általuk korábban a Templom fenntartására fizetett összeggel.
- Batavus felkelés: A Castra Veterában (ma Xanten) ostrom alatt tartott két légió (V Alaudae és XV Primigenia) kilátástalan helyzetbe kerül és a szabad elvonulás fejében megadják magukat. Ennek ellenére a kivonuló rómaiakat a germánok legyilkolják.
- A batavusokhoz csatlakozó gall törzsek kikiáltják függetlenségüket. Vezérük, a magát császárrá kinevező Iulius Sabinus ráveszi a provinciában maradt másik két légiót (I Germanica és XVI Gallica), hogy álljanak át hozzá.
- Vespasianus a vejét, Quintus Petillius Cerialist küldi a batavusok ellen, aki igen nagy haderőt, nyolc légiót (köztük az ekkor alapított Legio II Adiutrixot) gyűjt össze. A batavusok gerillatámadásokkal próbálják lassítani a rómaiak előrenyomulását és sikerül elfoglalniuk a rajnai flotta vezérhajóját. Mivel közben véget ért a birodalom utódlási válsága és a zsidó háború is, a batavusok belátják az ellenállás értelmetlenségét és leteszik a fegyvert.

## Halálozások
- Lucius Junius Moderatus Columella, római író
- II. Malikhosz, nabateus király
- Szuinin, japán császár

## Fordítás
- Ez a szócikk részben vagy egészben  a(z)   70 című francia Wikipédia-szócikk ezen változatának fordításán alapul.  Az eredeti cikk szerkesztőit annak laptörténete sorolja fel. Ez a jelzés csupán a megfogalmazás eredetét és a szerzői jogokat jelzi, nem szolgál a cikkben szereplő információk forrásmegjelöléseként.